# Xã Mulligan, Quận Brown, Minnesota
Xã Mulligan (tiếng Anh: Mulligan Township) là một xã thuộc quận Brown, tiểu bang Minnesota, Hoa Kỳ. Năm 2010, dân số của xã này là 218 người.